# 천북초등학교 (경북)
천북초등학교는 대한민국 경상북도 경주시 천북면 동산리에 있는 공립 초등학교이다.

## 학교 연혁
- 1928년 11월 10일: 설립 인가
- 1929년 4월 20일: 천북공립보통학교 개교
- 1938년 4월 1일: 천북공립심상소학교로 개칭
- 1941년 4월 1일: 천북공립국민학교로 개칭
- 1981년 3월 1일: 병설유치원 개원
- 1994년 9월 1일: 물천분교장 편입
- 1996년 3월 1일: 천북초등학교로 개칭
- 2001년 3월 1일: 화당분교장 병합
- 2006년 3월 1일: 북군분교장 병합

## 참고 자료
- 천북초등학교 - 한국교육학술정보원 학교알리미